# 2010年世界房車錦標賽西班牙站
2010年世界房車錦標賽西班牙站是2010年度世界房車錦標賽的第九站賽事，正式比賽在2010年9月19日於西班牙里卡度拖姆賽道上舉行。這是歷來第六次在西班牙舉行賽事。第一回合由SR-Sport車隊的泰基尼勝出，第二回合由SR-Sport車隊的蒙迪路勝出。